# Saint-Martial-de-Nabirat
Saint-Martial-de-Nabirat är en kommun i departementet Dordogne i regionen Nouvelle-Aquitaine i sydvästra Frankrike. Kommunen ligger i kantonen Domme som tillhör arrondissementet Sarlat-la-Canéda. År 2022 hade Saint-Martial-de-Nabirat 578 invånare.

## Befolkningsutveckling
Antalet invånare i kommunen Saint-Martial-de-Nabirat
Referens:INSEE